# Maitland River (vattendrag i Kanada)
Maitland River är ett vattendrag i Kanada.   Det ligger i provinsen Ontario, i den sydöstra delen av landet, 500 km väster om huvudstaden Ottawa.
Trakten runt Maitland River består till största delen av jordbruksmark. Runt Maitland River är det glesbefolkat, med 14 invånare per kvadratkilometer.